# دانیله گاستالدلو
دانیله گاستالدلو (به ایتالیایی: Daniele Gastaldello) بازیکن فوتبال و مدافع اهل ایتالیا است که از سال ۲۰۱۱ میلادی عضو تیم ملی فوتبال ایتالیا بوده و در ۱ بازی ملی حضور داشته‌است. او در بازی‌های ملی‌اش گلی به ثمر نرساند.
دانیله گاستالدلو آخرین بازی ملی خود را در سال ۲۰۱۱ میلادی انجام داد.